# Câmara Municipal de São José dos Campos
A Câmara Municipal de São José dos Campos é o órgão legislativo do município de São José dos Campos. É composta por 21 vereadores eleitos. Ocupa o palácio Juscelino Kubitschek e fica ao lado do Paço Municipal desde 2002, localizado na Rua Desembargador Francisco Murilo Pinto, 33, Vila Santa Luzia.

## História
A Câmara da "Villa de São José do Parahyba", origem da Câmara atual, foi criada em 28 de julho de 1767, quando o ouvidor-geral Salvador Pereira da Silva ordenou a eleição de vereadores, juízes e procurador.
Dessa forma, houve o cumprimento de determinação do capitão-general D. Luiz Antonio de Souza Mourão, governador da Capitania de São Paulo.
A eleição ocorreu de um modo todo peculiar: os nomes dos interessados foram colocados em pelouros (bolas de cera) e um menino fez o sorteio. Foram empossados como vereadores Vicente de Carvalho (1.º presidente da Câmara), Veríssimo Corrêa e Luiz Batista. Fernando de Souza Pousado e Gabriel Furtado foram os juízes escolhidos, enquanto que a função de procurador do Conselho foi exercida por Domingos Cordeiro.
Os vereadores do tempo colonial não tinham funções legislativas. Apenas faziam cumprir as leis da Corte, dos vice-reis e capitães-generais que governavam as províncias. Apenas a partir de 1889 a função de vereador tomou caráter legislativo.
Em 3 de novembro de 1768, foi criada a Freguesia (povoação do ponto de vista eclesiástico), estabelecendo a jurisdição eclesiástica da vila. A Freguesia ficou pouco tempo sob direção de jesuítas.
Na Villa de São José do Parahyba existia um grande número de sesmarias (terrenos abandonados) que foram requeridas por diversas pessoas interessadas em formar lavouras e pastos para desenvolver a pecuária. A Câmara, zelando pelo cumprimento da lei, aplicava punições aos infratores que iam da multa em dinheiro à prisão. Dois setores que mereceram a atenção dos primeiros vereadores foram o de limpeza pública das ruas e o abastecimento de gêneros de primeira necessidade. Os índios e demais moradores eram obrigados a cuidar da limpeza da frente de suas casas. Uma moradora, de nome Ana Joaquina, foi inclusive multada em mil réis, conforme decidido na sessão de 1.º de dezembro de 1789.
Outra providência tomada pela Câmara foi o abastecimento da vila. Usava-se o chamado leilão de estanco (monopólio) para a comercialização de produtos como sal, fumo, trigo, açúcar, carne, etc. O arrematador ficava com o direito de comercializar os estancos – ou monopólios – por um período de 1 ano.
As câmaras e os vereadores foram muito prestigiados no Império. Eles usavam roupas que os diferenciava do povo e passaram a predominar sobre os governos provinciais. Muitas câmaras se coligavam e formavam até exércitos, como aconteceu em 1821/22, quando o chamado "Senado das Câmaras" de Itu, Sorocaba e Piracicaba reuniram cinco mil homens para a derrubada do governo da Província, garantindo a autoridade de D. Pedro, príncipe regente, contra as tropas portuguesas para declaração da independência.
A história da Câmara de São José dos Campos se funde com a do município, pois em 1920 coube ao Legislativo iniciar a trajetória industrial da cidade com a apresentação da lei de regalias (benefícios) que permitiu a instalação da primeira fábrica (Fábrica de Louças Eugênio Bonádio).
A Câmara de São José dos Campos ocupou vários prédios. O atual foi inaugurado em 2 de fevereiro de 2002. Antes, a Câmara funcionou no prédio histórico da praça Afonso Pena, originalmente construído para abrigá-la e foi cedido para uso da então Escola Normal Livre, por força da lei nº 217, no período de 1929 a 1969. O Legislativo também ocupou, juntamente com a Prefeitura, o prédio situado na confluência da rua 15 de Novembro com a Sebastião Humel, onde hoje funciona a Biblioteca Municipal "Cassiano Ricardo". Em registros históricos, consta que a Câmara e Prefeitura, antes de se instalarem nesse prédio, funcionaram na rua 7 de Setembro (Calçadão), em imóvel localizado no segundo quarteirão.

## Vereadores em exercício (18ª legislatura)
Vereadores em exercício na 18ª legislatura. São relacionados o nome dos parlamentares que assumiram o cargo em 1º de janeiro de 2021, o partido ao qual estão filiados. O mandato expira em 31 de dezembro de 2024.
| Nome                  | Partido       |
| --------------------- | ------------- |
| Amélia Naomi          | PT            |
| Dr. José Claudio      | PSDB          |
| Dulce Rita            | PSDB          |
| Fabião Zagueiro       | Solidariedade |
| Fernando Petiti       | MDB           |
| Juliana Fraga         | PT            |
| Junior da Farmácia    | União Brasil  |
| Juvenil Silvério      | PSDB          |
| Lino Bispo            | PL            |
| Marcão da Academia    | PTB           |
| Marcelo Garcia        | PTB           |
| Milton Vieira Filho   | Republicanos  |
| Rafael Pascucci       | PTB           |
| Renato Santiago       | PSDB          |
| Robertinho da Padaria | Cidadania     |
| Roberto Chagas        | PL            |
| Roberto do Eleven     | PSDB          |
| Rogério da ACASEM     | MDB           |
| Thomaz Henrique       | NOVO          |
| Walter Hayashi        | PSC           |
| Zé Luís               | PSD           |

## Comissões parlamentares
As comissões permanentes têm como objetivo estudar projetos submetidos ao seu exame e manifestar sobre eles a sua opinião, quer quanto ao aspecto técnico, quer quanto ao mérito. Ao todo, são 8 comissões permanentes compostas de um presidente, um relator e um revisor (exceção feita à Comissão de Ética, composta por um presidente, um revisor e três relatores). As comissões permanentes são as seguintes:
- Comissão de Cultura e Esportes
- Comissão de Saúde
- Comissão de Justiça, Redação e Direitos Humanos
- Comissão de Ética
- Comissão de Planejamento Urbano, Obras e Transportes
- Comissão de Meio Ambiente
- Comissão de Economia, Finanças e Orçamento
- Comissão de Educação e Promoção Social

As comissões temporárias são constituídas com finalidades especiais, ou de representação, que se extinguem quando preenchidos os fins para os quais foram criadas. Elas têm como objetivo examinar irregularidades ou fato determinado que se incluam na competência municipal. As comissões temporárias podem ser: especiais de inquérito, especiais de representação, especiais de investigação, processantes e especiais de estudos.